# Ernst von Bergmann
Ernst Gustav Benjamin von Bergmann (Riga, Imperio ruso, 16 de diciembre de 1836 - Wiesbaden, Imperio alemán, 25 de marzo de 1907) fue un cirujano alemán báltico. Fue el primer médico en introducir la esterilización por calor de instrumentos quirúrgicos, siendo conocido como el pionero de la cirugía aséptica.

## Biografía
Nació en Riga, en esos tiempos parte, de la Gobernación de Livonia (actual Letonia), dentro del Imperio Ruso. En 1860 se doctoró en la Universidad de Dorpat. Luego, trabajó como asistente en una clínica quirúrgica y se formó en cirugía con Georg von Adelmann (su futuro suegro) y Georg von Oettingen. En 1864 recibió su certificación. De 1871 a 1878 fue profesor de cirugía en Dorpat. En 1878, se convirtió en profesor en Wurzburgo; en 1882 se trasladó a la Universidad de Berlín como sucesor de Bernhard von Langenbeck. Continuó como profesor de cirugía en Berlín durante el resto de su carrera. Dos de sus asistentes en Berlín fueron Curt Schimmelbusch (1860–1895) y Friedrich Gustav von Bramann (1854–1913). Su hijo, Gustav von Bergmann (1878-1955) fue un médico de medicina interna.

## Contribuciones
Bergmann fue el primer médico en introducir la esterilización por calor de los instrumentos quirúrgicos, lo cual redujo el número de infecciones en la cirugía. También utilizó vendajes esterilizados con vapor, y los comparó con la antisepsia química. Resultó que la esterilización con vapor era superior. También fue uno de los primeros en adoptar la "bata blanca".
Se desempeñó como oficial médico en la guerra austro-prusiana (1866), la guerra franco-prusiana (1870-1871) y la guerra ruso-turca (1877-1878), fue en estas contiendas que adquirió experiencia en el tratamiento de heridas. Debido a su experiencia laboral, le interesaba la etiología y la patogenia de las enfermedades asociadas con las heridas de guerra. Como oficial médico, expresó la necesidad de personal auxiliar y de enfermería bien capacitado y también de la implementación de un procedimiento modificado para el manejo de heridas de bala, en particular, heridas que involucran las articulaciones y el cráneo.
Bergmann fue pionero en la hidrocelectomía (operación del hidrocele), contribuyó a mejorar los procedimientos de apendicectomía y realizó con éxito la primera operación de divertículo esofágico.
Bergmann escribió numerosos trabajos médicos y quirúrgicos, incluido un tratado clásico sobre lesiones en la cabeza, Die Lehre von den Kopfverletzungen (1880), y un libro sobre cirugía cerebral, Die Chirurgische Behandlung der Hirnkrankheiten (1888). En 1904, con Martin Kirchner y Robert Kutner, cofundó la Zeitschrift für ärztliche Fortbildung ("Revista de Educación Médica"). Con Friedrich von Bramann y el médico inglés Morell Mackenzie (1837–1892), atendió a Federico III (1831–1888), cuando el emperador agonizaba de cáncer de laringe.

Bergmann murió en Wiesbaden. La Clínica Ernst von Bergmann en Potsdam. El Ernst-von-Bergmann-Kaserne en Múnich, y la Placa Ernst von Bergmann de la Asociación Médica Alemana, fueron nombrados así en su honor.

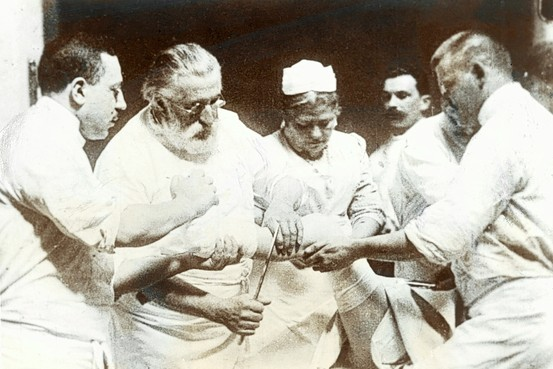
Bergmann y sus ayudantes vestidos con "batas blancas" (c. 1897)
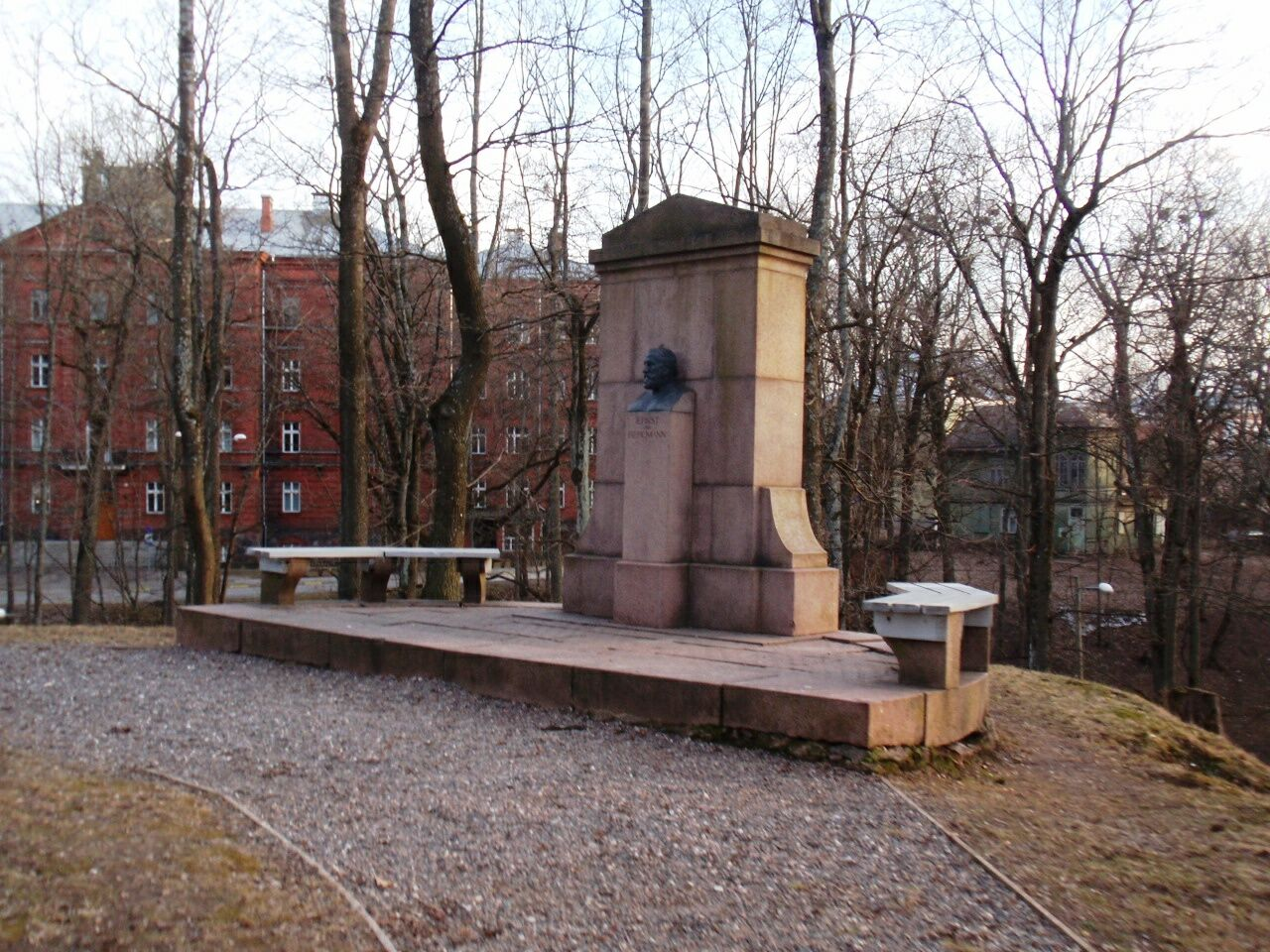
Monumento a Bergmann en Tartu (antigua Dorpat)
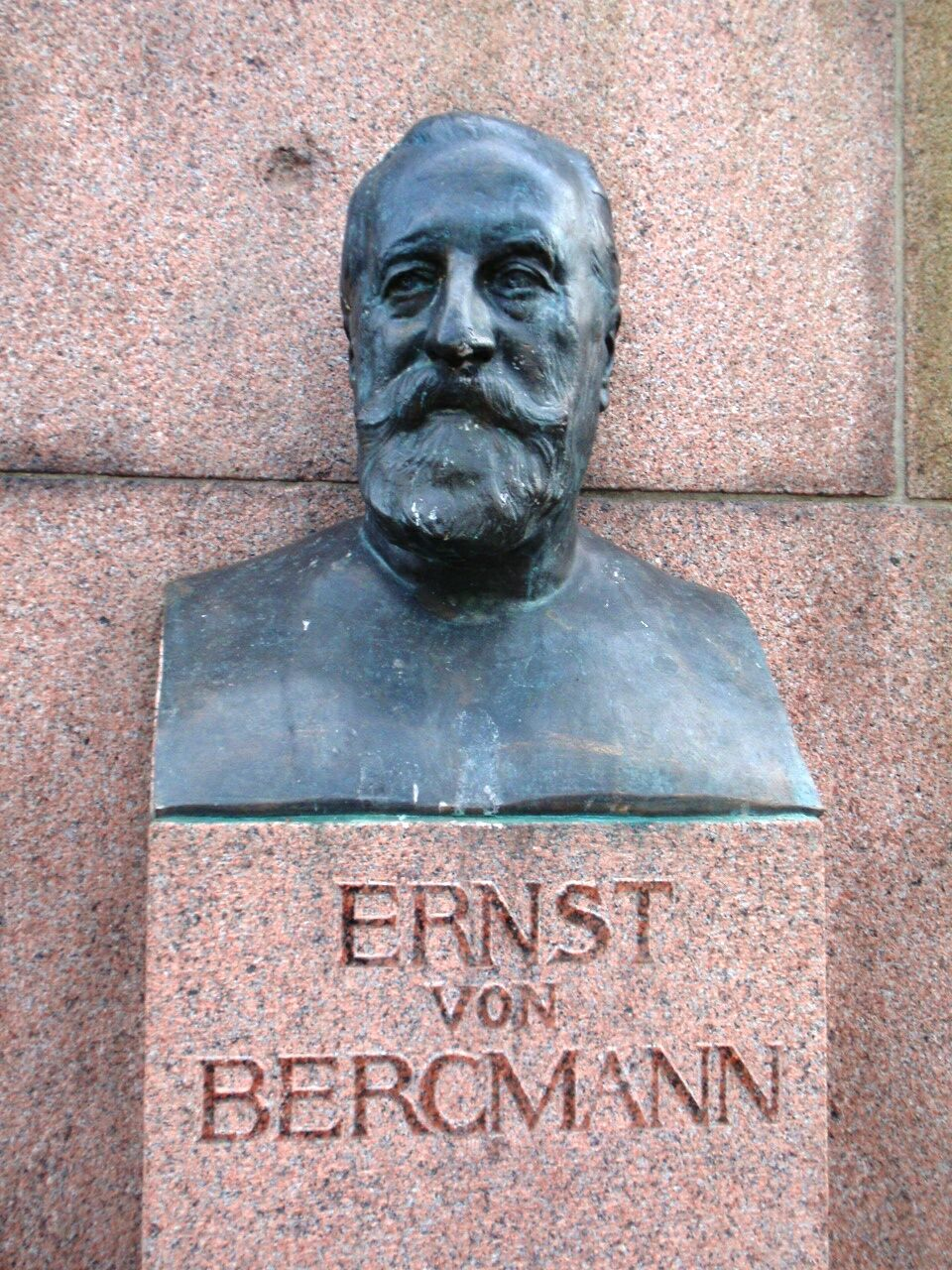
Monumento de Bergmann